# En dessous de zéro
Pour plus de détails, voir Fiche technique et Distribution.
En dessous de zéro (Below Zero) est une comédie du cinéma américain de James Parrott sortie en 1930. Une version en langue espagnole de cette comédie, Tiembla y titubea, fut tournée pour le marché hispanophone la même année. Stan Laurel avait été le scénariste d'un film similaire Starvation Blues sorti en 1925.

## Synopsis
« The freezing winter of '29 will long be remembered. Mr. Hardy nose was so blue, Mr Laurel shot it for a jay-bird ! »
Laurel et Hardy, sous la neige, tentent de gagner leur croûte en musiciens des rues. Mais les temps sont durs et l'hiver rigoureux. Lorsqu'ils ne font pas la manche devant un centre pour sourds et muets, les quelques pièces qu'ils reçoivent leur sont données pour qu'ils aillent jouer plus loin !
Les temps sont vraiment durs et ils reçoivent principalement des boules de neige. Une matrone va même jusqu'à détruire leurs outils de travail. Fort opportunément, ils trouvent un portefeuille bien rempli, mais ce dernier fait un envieux et les voilà poursuivis par un voleur à la tire. La poursuite se termine lorsqu'ils bousculent un policier. Heureusement, ce dernier se montre compréhensif et gentil faisant fuir le bandit. Maintenant qu'ils sont riches, pleins de reconnaissance, ils invitent le représentant de la loi au restaurant. Au moment de payer l'addition, ils se rendent compte que le portefeuille trouvé dans la rue n'est autre que celui du policier...

## Fiche technique
- Titre original : Below Zero
- Titre français : En dessous de zéro
- Autre titre francophone : Les Deux Musiciens
- Réalisation : James Parrott
- Scénario : Leo McCarey (Scénario, non crédité et non confirmé[3]) et H. M. Walker (dialogues)
- Photographie : George Stevens
- Montage : Richard C. Currier
- Ingénieur du son : Elmer Raguse
- Producteur : Hal Roach
- Société de production : Hal Roach Studios
- Société de distribution : Metro-Goldwyn-Mayer
- Pays d’origine :  États-Unis
- Langue : anglais
- Format : Noir et blanc - 35 mm - 1,37:1 - sonore
- Genre : comédie
- Longueur : deux bobines
- Date de sortie : États-Unis : 26 avril 1930

## Distribution
Source principale de la distribution :
- Stan Laurel (VF : Franck O'Neill) : Stanley
- Oliver Hardy (VF : Jean Rosemberg) : Oliver Hardy

Reste de la distribution non créditée : 
- Bobby Burns : l'aveugle / le mauvais payeur
- Baldwin Cooke : l'homme à la fenêtre
- Kay Deslys : la femme à la fenêtre
- Charlie Hall : le commerçant en colère qui jette une boule de neige
- Jack Hill : l'employé de bus
- Frank Holliday : le policier
- Charles McMurphy : un client au restaurant
- Bob O'Connor : un client au restaurant
- Retta Palmer : la femme sortant par la fenêtre
- Blanche Payson : la femme imposante
- Tiny Sandford : Pete
- Charles Sullivan : un client au restaurant
- Lyle Tayo : la femme à la fenêtre qui jette une pièce
- Leo Willis : l'escroc